# Sart-Messire-Guillaume
Sart-Messire-Guillaume is een dorp in de gemeente Court-Saint-Étienne in de Belgische provincie Waals-Brabant.
Het gehucht ligt zo'n 2,5 kilometer ten zuiden van het dorpscentrum van Court-Saint-Étienne. Net ten noorden, langs de weg naar Court-Saint-Étienne ligt het gehucht Suzeril. Net ten westen, langs de andere kant van de Thyle ligt het gehucht Faux. Net ten zuidwesten ligt het gehucht Bruyère du Sart en verderop het gehucht La Roche. Door lintbebouwing is Sart-Messire-Guillaume met al deze gehuchten verbonden.

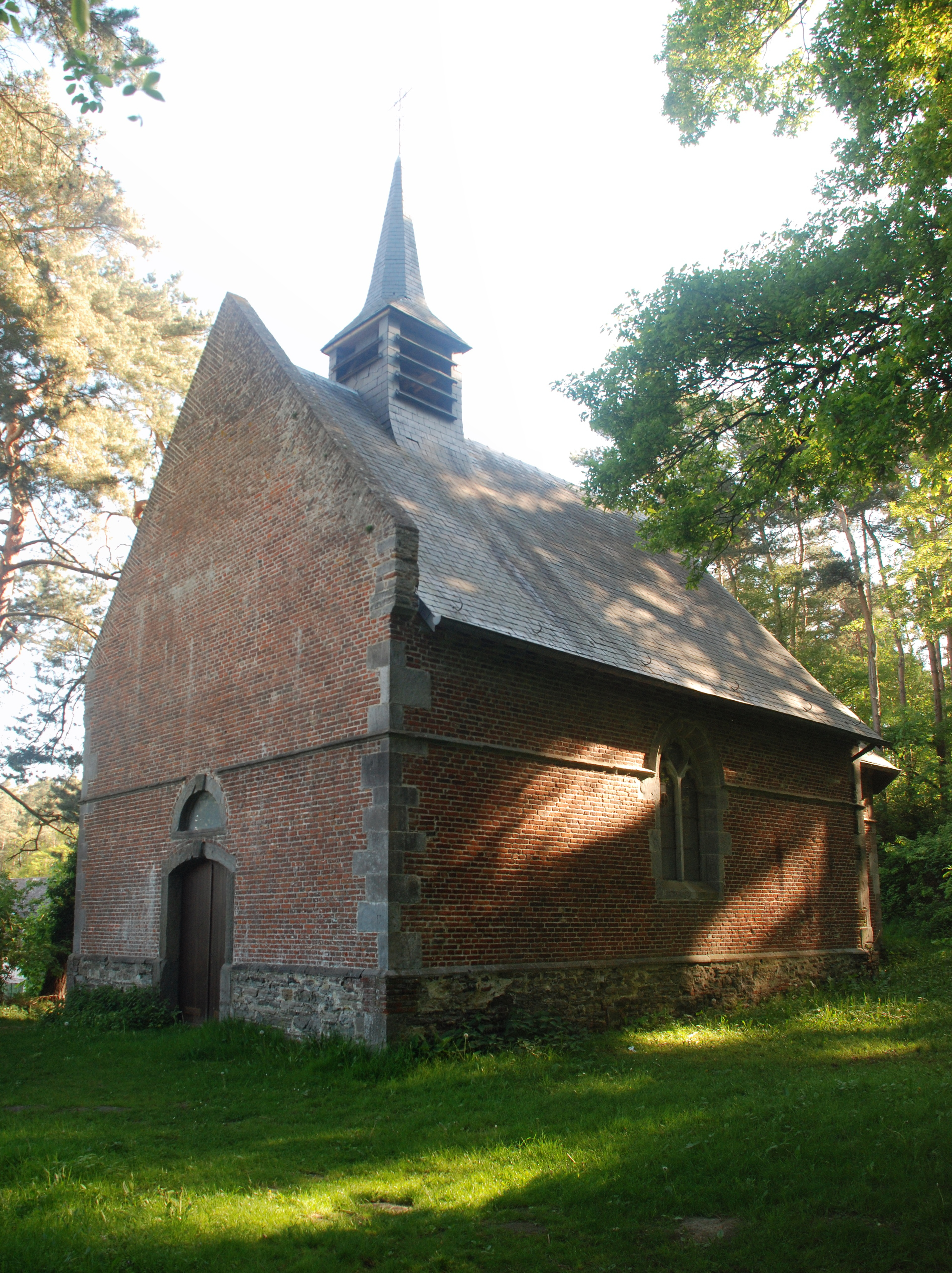
Chapelle Notre-Dame de Sart-Messire-Guillaume

## Geschiedenis
Op de Ferrariskaart uit de jaren 1770 is op de plaats het omvangrijke gehucht Sart S.Guillaume weergegeven, met in het oosten daarvan het kasteel. De Atlas der Buurtwegen uit 1841 duidt het gehucht aan als kortweg Sart. De Vandermaelenkaart uit het midden van de 19de eeuw geeft de naam Sart Messire Guilliame en duidt ook de kasteelhoeve aan als Ferme du Sart.
In 1909-1911 werd hier de Église Saint-Antoine gebouwd.

## Bezienswaardigheden
- De Ferme de Sart, een kasteelhoeve uit de 18de eeuw
- De Chapelle Notre-Dame de Sart-Messire-Guillaume is een bakstenen gotische betreedbare kapel uit het midden van de 15e eeuw. In 1986 werd de totaal vervallen kapel weer hersteld.
- De Arbre de Justice (gerechtsboom) is een lindeboom, na de Tweede Wereldoorlog herplant op een hoogte (161 meter) bij een oude vijfsprong die een panoramisch uitzicht biedt.
- De Sint-Antoniuskerk (Église Saint-Antoine) is een neoromaans kerkgebouw van 1909-1911.

## Natuur en landschap
Sart-Messire-Guillaume ligt aan de Thyle. De omgeving is bosrijk. De hoogte aan de kerk is 115 meter.

## Nabijgelegen kernen
Court-Saint-Étienne, Villeroux, Mellery, Tangissart
Dorpen en gehuchten: Beaurieux · Bruyère du Sart · Le Chenoy · Court-Saint-Étienne · Faux · Limauges · Mérivaux · La  Roche · Ruchaux ·  Sart-Messire-Guillaume · Suzeril · Tangissart · Wisterzée

Belgische gemeenten · Arrondissement Nijvel · Waals-Brabant · Wallonië